# Mönchtum
Das Mönchtum ist die Gesamtheit der von Mönchen und Nonnen praktizierten geistlich geprägten Lebensformen. Das Mönchtum kann definiert werden als Absonderung von der Form der Religionsausübung, die für die Mehrheit der Mitglieder einer Glaubensgemeinschaft typisch ist, und Übernahme eines durch Askese und Gebet geprägten Lebensstils. Das Mönchtum existiert in verschiedenen Religionen, so vor allem im Buddhismus und im Christentum, ferner im Hinduismus und im Daoismus. Die Ziele eines monastischen (mönchischen) Lebens können variieren: religiöse Vollkommenheit, mystisches Streben nach der diesseitigen Vereinigung mit der Gottheit, Erreichen der vollkommenen inneren Leere mit der unmittelbaren Erfahrung einer göttlichen transzendenten Realität, die die gewöhnliche Erkenntnisfähigkeit des Menschen übersteigt.

## Wortherkunft
Das Wort Mönch stammt von dem Substantiv altgriechisch μοναχός monachós, das vom Adjektiv altgriechisch μόνος mónos „allein“, abgeleitet ist. Im antiken Judentum (z. B. Aquila, Symmachus) bezeichnet das Wort eine Person, die „allein“ ist und ein religiöses Leben führt. Im 4. Jahrhundert wird monachós zur üblichen Bezeichnung für einen christlichen Asketen und verdrängt andere Begriffe. Zusammen mit Kloster, Münster und Nonne gehört Mönch im Deutschen zu den ältesten kirchlichen Lehnwörtern. Die Entlehnung aus lateinisch monachus erfolgte zu einer Zeit, als /ch/ im Lateinischen wie ein aspiriertes /k/ ausgesprochen wurde und ergab althochdeutsch munih, mit Lautverschiebung mittelhochdeutsch mün(e)ch, mun(i)ch, münich.
Der Mönch oder die Nonne ist ein asketisch lebendes Mitglied einer Ordensgemeinschaft, das sich auf Lebenszeit oder auch für eine bestimmte Zeit in den Dienst seines Glaubens stellt. Im allgemeinen Sprachgebrauch wird der Begriff Mönchtum meist im Zusammenhang mit einer bestimmten Religion gebraucht (z. B. „buddhistisches Mönchtum“), daneben auch für eine soziokulturelle Schicht (etwa „das Mönchtum im Mittelalter“).

## Grundbegriffe

### Eremitentum und Gemeinschaftsleben
Die Einteilung der Mönche in zwei akzeptierte Lebensformen, Anachoreten und Koinobiten, geht auf die idealisierende Darstellung des Hieronymus zurück:
- Ein Mönch kann allein als Einsiedler (Anachoret) leben, entweder abgeschlossen für sich in der Nähe der menschlichen Siedlungen oder weit weg in der Wildnis der Wälder oder in der Einsamkeit der Wüste (Eremit). Die irischen und gallischen Mönche des 5. und 6. Jahrhunderts errichteten Einsiedeleien auf entlegenen Inseln. Buddhistische Mönche in Tibet praktizieren auch das Reklusentum, bei dem sie sich in eine Höhle einmauern lassen, die nur mit einer Durchreiche für Essen mit der Außenwelt verbunden ist.
- Andere Mönche, die sogenannten Koinobiten, führen ein mehr oder weniger zurückgezogenes gemeinschaftliches Leben (griechisch κοινὸς βίος) in Klöstern.

### Vita contemplativa und Vita activa
Die Unterscheidung zwischen kontemplativem und aktivem religiösem Leben geht auf antik-pagane Traditionen zurück:
- altgriechisch βίος πρακτικός bíos praktikós: Die Vita activa ist eine Lebensform, bei der eine nach außen gerichtete Aktivität in einem besonderen Aufgabengebiet, dem Apostolat, eine prägende Rolle spielt.
- altgriechisch βίος θεωρητικός bíos theōrētikós: Als Vita contemplativa versteht man das mönchische Ideal eines zurückgezogenen Lebens allein oder in Gemeinschaft. Die Vita contemplativa verlangt die Abkehr von den Dingen der Welt und die Hinwendung zur betrachtenden Anbetung Gottes und dem Gebet.

Die philosophische Grundlegung stammt von Platon und Aristoteles, die Stoiker entwickelten sie weiter; Clemens von Alexandria und Origenes gaben dieser Lehre eine christliche Gestalt, im weiteren Verlauf wurden auch biblische Begründungen bzw. Typen gefunden, etwa Maria von Bethanien und Martha von Bethanien oder Johannes und Petrus als Vorbilder eines kontemplativen respektive aktiven Lebens.

## Verwandte religiöse Lebensformen
Bereits in vielen alten Kulturen gab es Verhaltensweisen und Anforderungen an ausgewählte Personen, die die Methoden und Wege des Mönchtums vorwegnahmen. Dazu gehören z. B. die strengen kultischen Reinheitsvorschriften der Hochkulturen des Altertums oder Forderungen nach Enthaltsamkeit als Voraussetzung für bestimmte rituelle und geistliche Praktiken für deren Priester. Schon im Schamanismus werden wesentliche Elemente sichtbar, wie wir sie später im Mönchtum aller Religionen wiederfinden. Der Ausdruck „Schamane“ ist die Bezeichnung für ein Stammesmitglied, das die Fähigkeit besitzt, mit den übernatürlichen Mächten in Verbindung zu treten. So wird Schamanen die Fähigkeit zugesprochen, magische Handlungen wie Himmelsreisen oder Heilungen in Form von Dämonenaustreibungen zu vollbringen. Eine Hauptfunktion des Schamanen ist, seinen Stamm oder einzelne Stammesmitglieder vor feindlichen übernatürlichen Einflüssen zu schützen. Er verhandelt mit den guten und bösen Geistern, bringt Opfer und verschafft sich Visionen durch Trance, bzw. Ekstase durch Drogen, durch Fasten, Einsamkeit, Schmerz, aber auch durch Tanz und Musik.
Auch der Yogi nimmt mit seinen Übungen der Enthaltsamkeit und Konzentration Methoden vorweg, die vom Mönchtum übernommen werden. Der Begriff Yoga bezeichnet eine mystische Lehre des Hinduismus, die durch bestimmte geistige und körperliche Übungen, vor allem durch Meditation und Askese, den Menschen vom Gebundensein an die Last des Körperlichen befreien und die Vereinigung des Individuums mit dem unendlichen Universum ermöglichen soll. Es gibt viele verschiedene Formen von Yoga, alle mit ihrer eigenen Philosophie und Praxis. Einige meditative Formen von Yoga legen ihren Schwerpunkt auf die geistige Konzentration und vollkommene Versenkung, andere konzentrieren sich eher auf körperliche Übungen oder beschränken sich eher auf die Askese, wie z. B. der Yama (Zucht und Enthaltsamkeit).

## Judentum
Die Essener waren eine Gruppe im antiken Judentum, deren Lebensweise eine gewisse Ähnlichkeit mit dem späteren christlichen Mönchtum hatte:
- nach Philon von Alexandria: Dem Studium gewidmetes, religiöses Landleben;
- nach Plinius dem Älteren: Ehelosigkeit, kein Privateigentum;
- nach Flavius Josephus: Asketische, hierarchisch organisierte Gruppe mit Aufnahmeritual.

Aus den Schriftrollen vom Toten Meer wird eine hierarchisch organisierte Gruppe mit militanter Gegenkultur erkennbar; einige praktizierten Ehelosigkeit, andere hatten Frauen und Kinder. Eine direkte historische Verbindung von der Qumrangemeinde, die im Jüdischen Krieg (also um das Jahr 70 n. Chr.) zu existieren aufhörte, zum frühchristlichen Mönchtum, das erst seit dem 3. Jahrhundert n. Chr. belegt ist, gibt es nicht.
Philon von Alexandria beschreibt außerdem die Gruppe der Therapeuten bei Alexandria, die ein eheloses, zurückgezogenes und der Meditation gewidmetes Leben führten. In der Forschung ist umstritten, ob es diese Gruppe überhaupt gab. Sie war den Kirchenvätern durch Lektüre Philons bekannt. Auch wenn Eusebius von Caesarea die Therapeuten als Mönche bezeichnete, ist nicht erwiesen, dass die ägyptischen Mönche durch Schriften Philons beeinflusst worden wären.

## Christentum

### Frühes Mönchtum

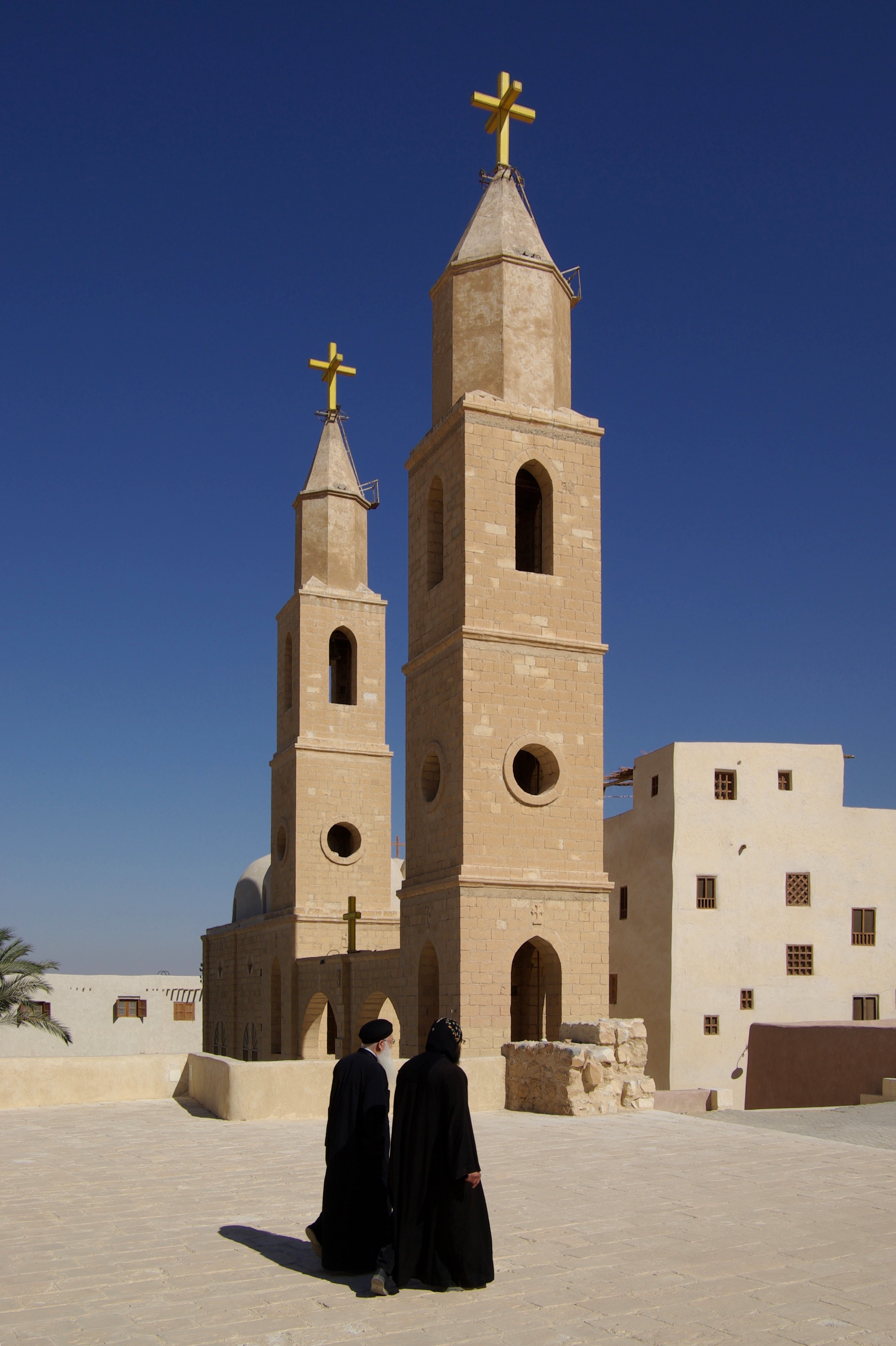
Mönche im Antoniuskloster

Für heutige Kirchenhistoriker ist Konsens, dass die Beschreibungen des frühen Mönchtums, die antike christliche Autoren liefern, als Idealisierungen zu werten sind. Es ist mit einer größeren Vielfalt der Lebensformen zu rechnen, deren Vertreter miteinander konkurrierten in dem Bemühen, soziale, politische und kirchliche Anerkennung zu erlangen.
Es lassen sich sechs verschiedene asketische Lebensformen im frühen Christentum aufzeigen, die teils Wurzeln in der paganen Antike haben. Aus dieser Vielfalt entwickelte sich das Mönchtum im engeren Sinne:
1. Jungfrauen und Witwen. Diese Asketinnen gelten in frühen Kirchenordnungen als besonderer Stand; teilweise lebten sie in Hausgemeinschaften.
2. Wanderasketen, die Impulse sowohl aus dem Neuen Testament (Apostel) als auch aus der kynischen Philosophie aufnahmen. Ein prominentes Beispiel ist Alexander der Schlaflose, der mit seinen Schülern durch Mesopotamien, Syrien und Kleinasien zog. Konflikte mit den Bischöfen der Ortsgemeinden führten zur Verurteilung auf mehreren Konzilien (als Messalianer oder Euchiten).
3. Privatasketen. Besonders Christen der Oberschicht wandelten ihr Stadthaus in eine Art Kleinkloster um; auch ländliche Villen ließen sich zu Klosteranlagen umwandeln.
4. Eremitentum. Athanasius beschrieb in der von ihm verfassten Vita Antonii das Leben des heiligen Antonius (um 251–356) als ideale Lebensform. Antonius ging als junger Mann in die Einsamkeit der ägyptischen Wüste, um als Anachoret zu leben. Antonius entspricht ebenso wie Barsanuphios und Johannes von Gaza dem Ideal des Eremiten als weisen Lehrers, der in seiner Klause Besuchern Rat erteilt bzw. ihnen Briefe schreibt. Bereits um 305 sammelten sich um Antonius Nachahmer, die seine Lebensweise als Vorbild sahen, und bildeten so erste Mönchsgemeinschaften. Auf Antonius wird auch die mönchische Lebensweise des Wechsels zwischen Zeiten des Gebets und der körperlichen Arbeit zurückgeführt.
5. Asketenschulen. In Analogie zu antiken Philosophenschulen entstanden Lebensgemeinschaften christlicher Gelehrter, die in Unterägypten auch archäologisch nachgewiesen wurden. In diesen Kontext gehört das Schrifttum des Evagrios Pontikos, Dorotheos von Gaza und Johannes Klimakos. Wirkungsgeschichtlich wichtig ist die Idee des Klosters als Bildungsstätte.
6. Koinobitentum. Um 320/25 gründete Pachomios (um 292/98–346) in Oberägypten die ersten christlichen Klöster, wo viele Mönche ein gemeinsames (koinobitisches) Leben in einem abgeschlossenen Bereich führten. Das Koinobion wurde von einem Abbas („Vater“, Abt) genannten Vorsteher geführt und richtete sich nach einer gemeinsamen Regel. Pachomios ist somit auch der Verfasser der ersten Regel, der sogenannten „Engelsregel“. Seine Schwester war etwa zur selben Zeit die erste Vorsteherin einer Gemeinschaft von geweihten Jungfrauen.

Individuelle und auch institutionalisierte Wechsel zwischen den verschiedenen Formen kamen vor. So wurde im spätantiken Mönchtum in Palästina das koinobitische Leben auch als Vorbereitung für jüngere Mönche verstanden, um dann später stärker eremitisch als Anachoreten zu leben.
Verschieden Faktoren trugen zum Erfolg des Koinobitentums bei, das zum Inbegriff christlichen Mönchtums wurde: Stabilitas loci und gemeinschaftliche Arbeitsorganisation bringen der Gemeinschaft einen relativen Wohlstand; das Kloster wird verlässlicher Partner für zivile und kirchliche Autoritäten in der Nachbarschaft; auswärtige Investitionen ermöglichen den weiteren Ausbau. Die aus vielen antiken Texten ersichtliche existentielle Haltung des Christentums in seinen ersten Jahrhunderten sowie die insgesamt ökonomisch ärmlichen Verhältnisse breiter Bevölkerungsschichten ließen das Mönchtum zu einer echten Lebensalternative heranwachsen.
Das Mönchtum entwickelte in der Spätantike regional unterschiedliche Formen:

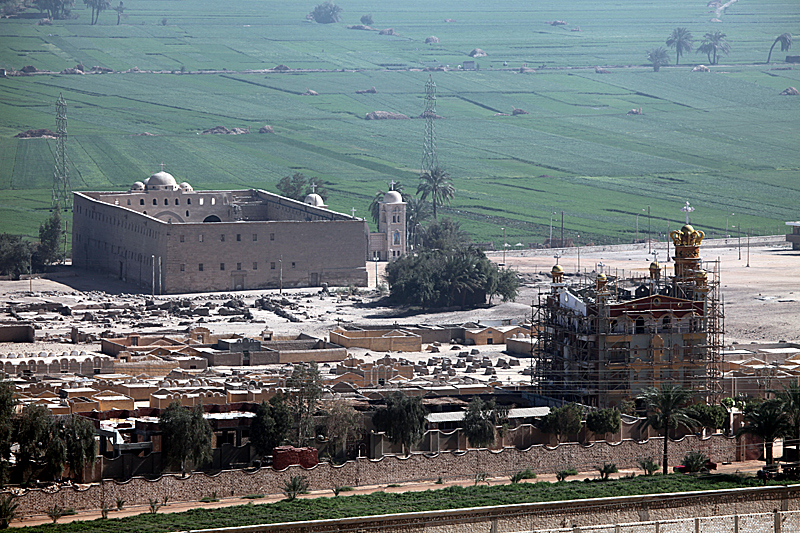
Weißes Kloster

- Ägypten: Neben Antonius und Pachomius sind hier die Mönchssiedlungen in der Wüste südlich von Alexandria zu nennen (Nitria, Kellia und Sketis). Aus dieser Region stammt der größte Teil der in den Apophtegmata Patrum gesammelten Sprüche. Zu diesen Mönchsvätern und -müttern setzte Mitte des 4. Jahrhunderts ein regelrechter Tourismus ein; außerdem waren die Beziehungen zum Bischof von Alexandria gut und führten dazu, dass einige Mönche später in Bischofsämter aufstiegen. Im 5. und 6. Jahrhundert bevölkerten mehrere tausend Mönche diese Wüstenlandschaften (am bekanntesten: das Weiße Kloster in Atripe). Zum Schutz vor Beduinen schlossen sich Mönchssiedlungen zu Großklöstern zusammen, die typischerweise von einer hohen Mauer umgeben sind.
- Armenien: Bis zum 5. Jahrhundert entwickelten sich im armenischen Siedlungsgebiet monastisch-asketische Lebensweisen, um die persönliche geistliche Vervollkommnung mit einer aktiven Seelsorge zu verbinden. Mehr als eintausend Klöster bedeckten das Gebiet von Großarmenien, von denen etwa 900 sehr gut dokumentiert sind. Berücksichtigt man die archäologische Evidenz, dürfte dies aber nur etwa die Hälfte der wirklichen Gesamtzahl sein, wenn auch andere Gebiete einbezogen werden, über die wenig bekannt ist, oder die ca. 70 Klöster berücksichtigt, die im 7. Jahrhundert im Heiligen Land existierten. Im 11. und 12. Jahrhundert rückten in den Klöstern religiöse Studien und Bildung mehr in den Fokus des armenischen Klosterlebens. Es gab Interesse an griechischer klassischer Philosophie, Wissenschaft und Medizin, Manuskriptkultur und Illumination, Rhetorik, Poesie, Musik usw. Nach dem sogenannten „Silbernen Zeitalter“ der armenischen Literatur im 12. Jahrhundert – besonders im Königreich Kilikien – erlebte das Mönchtum jedoch einen allmählichen Niedergang.[14]
- Sinai, Palästina: → Hauptartikel: Geschichte des christlichen Mönchtums in Palästina Das sinaitische und südpalästinensische Mönchtum steht unter starkem ägyptischem Einfluss, während weiter nördlich der Pilgerverkehr nach Jerusalem und Bethlehem und damit verbundenen Kontakte nach Armenien, Georgien und in den lateinischen Westen den Charakter der Ansiedlungen bestimmt; die Mönche betätigten sich als Quartiergeber und Pilgerführer. In der Judäischen Wüste begründete Euthymios von Melitene den Klostertyp der Lawra. Sabas, der typischerweise aus Kappadokien stammte, gründete die große Lawra Mar Saba, ein Zentrum der liturgischen Entwicklung und der Literaturproduktion. Unter Juvenal von Jerusalem und seinem Nachfolger Anastasios I. nahmen Schüler des Euthymios wichtige Funktionen in der Kirchenhierarchie Jerusalems ein und gründeten zahlreiche Klöster im Umland der Stadt.[15]
- Syrien: Eine ältere Form des syrischen Mönchtums waren Wanderasketen, die als häretisch verurteilt wurden (Messalianer, Euchiten). Erst im 5. Jahrhundert sind für Syrien die Lebensformen von Anachoreten und Koinobiten belegt. Die stark asketische Ausrichtung brachte in ganz Nordsyrien zahlreiche Säulensteher hervor, deren bekanntester Symeon Stylites der Ältere war. Seit dem späten 5. Jahrhundert wurden die syrischen Klöster zu Zentren des Widerstands gegen die Entscheidungen des Konzils von Chalcedon; hier wurde ältere christliche Literatur ins Syrische übersetzt. Nach der islamischen Eroberung entwickelten sich die syrischen Klöster zu Zentren der Gelehrsamkeit.
- Kleinasien und Konstantinopel: Das kleinasiatische Mönchtum wird Mitte des 4. Jahrhunderts durch die Beschlüsse der Synode von Gangra erkennbar, die eine exklusive Asketengruppe kritisierten. Makrina schuf auf ihrem Landgut eine klösterliche Gemeinschaft, die ihr Bruder Gregor von Nyssa literarisch festhielt. Basilius, der ältere Bruder, begründete nach seiner Bischofsweihe den Typ des sozial aktiven Stadtklosters. Seine Mönchsregeln sind grundlegend für das orthodoxe Mönchtum, mittelbar auch einflussreich für das lateinische Mönchtum des Westens. Ebenfalls sozial engagiert war das Mönchtum in der Hauptstadt (von Mönchen betriebene Armenhäuser und Hospitäler).
- Italien und Rom: Schon aus dem frühen 3. Jahrhundert sind asketische Hausgemeinschaften von Jungfrauen und Lebensgemeinschaften von Jungfrauen und zölibatären Männern (Syneisakten) bezeugt. Aus dem Osten zurückkehrende Pilger vermittelten diesen asketischen Kreisen Impulse des ägyptischen und palästinischen Mönchtums. Idealisierte Schilderungen des Wüstenmönchtums führen dazu, dass der Rückzug aufs Land stärker als im östlichen Mittelmeerraum zum Leitbild bei der Klostergründung wird. Mehrfach entstanden Klöster durch Initiative von Bischöfen, z. B. Eusebius von Vercelli.

### Mittelalter und Neuzeit
Seit dem frühen Mittelalter ist das Mönchtum des Abendlandes von der Regula Benedicti geprägt; diese ist literarisch abhängig von der Magisterregel. Die Besonderheit der Regula Benedicti liegt in der Verbindung von individueller Arbeit (östlich-ägyptische Tradition) und Gemeinschaftsleben in Gottesdienst und Studium (römisch-aristokratische Tradition). Wirkungsgeschichtlich wichtig ist die Einteilung des Mönchtums in vier Gruppen, die diese Regel im ersten Kapitel vornimmt:
| Bezeichnung | Lebensweise                                                                                   | Bewertung              |
| ----------- | --------------------------------------------------------------------------------------------- | ---------------------- |
| Koinobiten  | Mönche, die im Kloster unter Regel und Abt dienen                                             | gut                    |
| Anachoreten | Erfahrene Mönche, die nach einer Zeit im Kloster dieses verlassen, um als Einsiedler zu leben | sehr gut (aber schwer) |
| Sarabaiten  | Mönche, die ohne Regel und Abt allein oder in kleinen Gruppen leben                           | schlecht               |
| Gyrophagen  | Wandermönche                                                                                  | sehr schlecht          |

Die benediktinischen Gelübde – Stabilitas loci (Ortsbeständigkeit), Conversio morum (Bekehrung der Sitten, tägliche Umkehr) und Gehorsam – schließen sinngemäß die Beachtung der evangelischen Räte (Ehelosigkeit, Armut, Gehorsam) ein. Außerdem gibt Benedikt in seiner Regel Anweisungen für das Leben in der Gemeinschaft und deren Tagesablauf. Das frühmittelalterliche Mönchtum, als Benediktinertum uniformiert, war stark funktionalisiert (Landesausbau, Mission, Liturgie, karitative Arbeit). Die Berufung der Mönche auf Eigenständigkeit ihrer Lebensform führte im 11. Jahrhundert zu Reformen (Zisterzienser, Cluniazensische Reform).
Neben der jeweiligen Ordensregel und den Konstitutionen unterliegt das Mönchtum in der römisch-katholischen Kirche auch den Bestimmungen des Kirchenrechts.
Im östlichen orthodoxen Mönchtum wurde die spätantike Form des Mönchtums relativ bruchlos weitergeführt; eine Ausdifferenzierung in verschiedene Orden (wie im lateinischen Westen) fand nicht statt. Das Einzelkloster, nicht die Kongregation, steht im Mittelpunkt. Die Frauenklöster waren nicht so streng klausuriert wie im Westen. Die Gründung der Klosterrepublik Athos in Nordgriechenland im 9. Jahrhundert spiegelt die große Bedeutung wider, die das Mönchtum im byzantinischen Reich hatte; dem entspricht für das späte Mittelalter die bedeutende Rolle der Meteora-Klöster. Ein wichtiger Reformer des orthodoxen Mönchtums war Theodoros Studites.

### Orientalisches Christentum
Im orientalischen Christentum weisen Armenier, Kopten, Syrer und Äthiopier ein blühendes Mönchtum im Mittelalter auf, zeigen aber unterschiedliche Entwicklungen in der Neuzeit. Während das äthiopische Mönchtum eine reiche Klostertradition bewahrte und das koptische Mönchtum im 20. Jahrhundert eine Renaissance erfuhr, erlebten das syrisch-orthodoxe Mönchtum und insbesondere das armenische einen starken Rückgang.

### Slawischer Raum
Im slawischen Raum hatte das 1051 gegründete Kiewer Höhlenkloster besondere Bedeutung, später Sergijew Possad als Mutterkloster mehrerer Gründungen im Norden Russlands. Seit dem 18. Jahrhundert wurde der Starez zum wichtigen Vermittler monastischer Spiritualität. 1914 gab es im Russischen Kaiserreich 1025 Männer- und Frauenklöster mit 11.845 Mönchen und 17.213 Nonnen, nicht gerechnet die Novizen und Novizinnen. Der Sozialismus führte zu einem extremen Einbruch: 1980 existierten 6 Mönchs- und 12 Nonnenklöster.

### Anglikaner
In der Anglikanischen Gemeinschaft kam es im 19. Jahrhundert zu einer Welle von Kloster- und Ordensgründungen (Mittelalterromantik, Oxfordbewegung), die meist pastorale oder karitative Aufgaben wahrnehmen; es gibt aber auch kontemplative Klöster.

### Ordensgemeinschaften außerhalb des Mönchtums
Im hohen Mittelalter gaben Franz von Assisi und Dominikus neue Impulse, die ein reiches Ordensleben hervorriefen. Die Mitglieder dieser Orden sind keine Mönche, sondern sogenannte Mendikanten (Bettelorden). In den protestantischen Territorien kam im 16./17. Jahrhundert das Mönchtum weitgehend zum Erliegen, während es im 17. Jahrhundert in katholischen Territorien einen Aufschwung nahm, was sich auch im Bauprogramm zeigte. Seit dem 16./17. Jahrhundert entwickelten sich Gemeinschaften von Regularklerikern wie dem Jesuitenorden, die sich einer gemeinsamen Regel unterstellten, ohne eine traditionelle klösterliche Gemeinschaft zu bilden; solche Genossenschaften (Kongregationen) leben  nicht zurückgezogen in abgelegenen Konventen, sondern sind in der Welt seelsorglich und apostolisch tätig und leben meist in örtlichen Gemeinschaften (Kommunitäten); dabei nimmt jedoch das geregelte Gemeinschaftsleben einen weniger hohen Stellenwert als in traditionellen Orden. Das ausgehende 18. Jahrhundert brachte das Ende des katholischen Mönchtums mittelalterlicher Ausprägung (Revolutionen und Säkularisation); der Neubeginn im 19. Jahrhundert war begünstigt von der Romantik und brachte neue Andachtsformen hervor wie auch (in der Zeit von Auswanderung und Kolonialismus) die weltweite Mission als neues Aufgabenfeld.

## Islam
Muslime eroberten schon früh die Ursprungsregionen des christlichen Mönchtums: Ägypten, Palästina und Syrien. Der Koran erwähnt das christliche Mönchtum und nimmt dazu eine ambivalente Haltung ein:
„Und wir ließen Jesus, den Sohn der Maria, folgen und gaben ihm das Evangelium, und wir ließen im Herzen derer, die sich ihm anschlossen, Milde Platz greifen (wörtlich: wir setzten in das Herz derer, die sich ihm anschlossen, Milde), Barmherzigkeit und Mönchtum. Sie brachten es (d.h. das Mönchtum) (von sich aus) auf. Wir haben es ihnen nicht vorgeschrieben. (Sie haben es) vielmehr (von sich aus) im Streben nach Gottes Wohlgefallen (auf sich genommen). Doch hielten sie es (nachdem sie es erst einmal auf sich genommen hatten) nicht richtig ein. Und wir gaben denjenigen von ihnen, die (an die Wahrheit der ihnen übermittelten Offenbarung) glaubten, ihren Lohn. Aber viele von ihnen waren Frevler.“ (Sure 57,27)
Dem Propheten Mohammed wird der viel zitierte Satz zugeschrieben: „Im Islam gibt es kein Mönchtum.“ Ob Mohammed das so geäußert hat, wird von muslimischen und westlichen Wissenschaftlern allerdings bezweifelt. „Trotz der koranischen Bedenken wurden die Mönche zum Vorbild für diverse asketisch und mystisch eingestellte Muslime. Diese entwickelten eine spezielle islamische Fassung des christlichen Mönchtums und wurden bekannt unter der Bezeichnung Sufis.“

## Fernöstliche Religionen

### Hinduismus
Die Mönche des Hinduismus sind die Sadhus (Sadhu = der Gute), die mit Swami angeredet werden oder mit Baba, Vater. Sadhus, die heiligen Männer Indiens, leben häufig als umherziehende, heimatlose Bettelmönche in ständiger Askese und Heimatlosigkeit. Andere dagegen bilden Gemeinschaften in einem Ashram oder einem Tempelkomplex.
Sie treten in verschiedenen religiösen Ausprägungen auf. Unter den verschiedenen hinduistischen Orden gibt es z. B. Vaishnava, die Anhänger Vishnus, nach außen hin dadurch erkennbar, dass sie ihr Haar bis auf ein Büschel am Hinterkopf rasieren, oder Shaivas, die Anhänger Shivas, die ihr Haar wild in Form von Jata, Dreadlocks, wachsen lassen. Nach seinem Entschluss zur Entsagung schließt sich der künftige Sadhu einem Guru an, der ihn in die spirituelle Lehre sowie in Techniken der Askese und Meditation (Yoga) einführt und dem er als Schüler dient. Diese Asketen werden auch Muni genannt.
Ein Sadhu legt ein persönliches Gelübde ab, das je nach den Vorschriften seines Gurus verschiedene Anforderungen auferlegt. Das kann Heimatlosigkeit sein, Armut, sexuelle Enthaltsamkeit, Fasten sowie völlige Bedürfnislosigkeit. Einige Sadhus dürfen keine sozialen Kontakte zu den Mitmenschen pflegen, halten sich nie lange an einem Ort auf und leben von dem, was sie von ihren Mitmenschen erhalten. Manche von ihnen fallen durch bizarres Verhalten auf, durch extreme Formen der Askese und Selbstquälung, andere sind für den Gebrauch von Entheogenen bekannt.
Viele Sadhus sehen die Welt als Maya (Trugbild), der man sich entsagt und der man sich abtöten soll, um Erleuchtung in der transzendenten Wirklichkeit zu erlangen. Sie suchen Erlösung aus dem ewigen Kreislauf von Leben, Tod und Wiedergeburt.
Seit dem achten Jahrhundert gibt es im Hinduismus auch Klöster (Matha), die meist mit Tempeln assoziiert sind. Die ersten wurden unter Shankara, einem großen Hindu-Philosophen, gegründet, der mit seinen Mönchen den Hinduismus dem wachsenden Buddhismus gegenüber stärken wollte. Die dort lebenden Samnyasin, die „Entsagenden“, folgen noch heute dem alten Ideal der Askese, suchen spirituelles Wachstum, studieren und lehren die Heiligen Schriften. Hindumönche, die sich neben spirituellen Aktivitäten auch mit philanthropischen und humanistischen Aufgaben beschäftigen, sind besonders jene der Ramakrishna-Mission sowie die der Swaminarayan-Mission, beide in Indien sehr populär. Dem Ramakrishna-Orden gehören auch Nonnen an.

### Jainismus
Der Jainismus besteht aus zwei Schulen, den Digambaras und den Shvetambaras. Die Digambaras (Sanskrit „die Luftgekleideten“) sind überwiegend Mönche; sie sind strenge Asketen und Verfechter des uneingeschränkten Existenzrechtes eines jeden Lebewesens. In ihrem Alltag treffen sie Vorkehrungen, um ein versehentliches Töten oder Verletzen anderer Lebewesen zu vermeiden. So tragen sie z. B. einen Mundschutz, um ein versehentliches Einatmen von Insekten zu verhindern. Digambaras lehnen materiellen Besitz ab und sind meist nur mit einem Lendentuch bekleidet. Sie leben teilweise oder vollständig nackt; daher die Bezeichnung Digambara – die Luftgekleideten. Die Digambaras legen die Gebote des Jainismus strenger aus als die Shvetambaras, die ebenfalls Gläubige des Jainismus, jedoch überwiegend Laien sind.

### Buddhismus

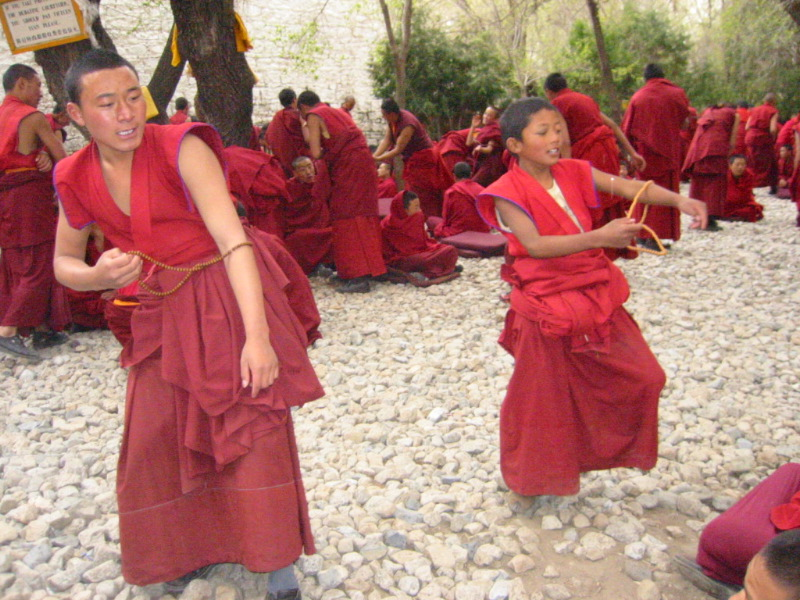
Junge buddhistische Mönche in Tibet (2004)

Im Buddhismus gab es die Mönchsgemeinde (Sangha) von Beginn an, also etwa seit 500 v. Chr., zunächst nur für Mönche und später auch für Nonnen. Beide Orden wurden von Buddha (um 560–480 v. Chr.) selbst gegründet. In den ersten Jahren wurden Anwärter nur von Buddha persönlich ordiniert. Später – mit schnell wachsender Gemeinde – übertrug er das Recht, Mönche aufzunehmen, seinen Jüngern. Zunächst gab es nur hauslose Wandermönche, erst später wurden Aufenthaltsstätten und Unterkünfte gestiftet. Bis dahin wurden nur zur Regenzeit Hütten gebaut, die am Ende wieder abgerissen wurden.
Die große Verehrung, die den buddhistischen Mönchen entgegengebracht wird, gilt weniger der Person selbst als vielmehr dem Respekt vor dem Dharma, das der Mönch oder die Nonne verkörpert bzw. repräsentiert.

### Klosterleben in Thailand
In ganz Thailand gab es im Jahre 1998 ungefähr 30.678 buddhistische Tempelanlagen (Wat), die vor allem in ländlichen Gebieten nicht nur Zentrum des religiösen, sondern auch des sozialen Lebens sind. Die Zahl der Mönche betrug 1998 rund 260.000. Traditionell tritt fast jeder männliche Thai, aber nur wenige Frauen, einmal im Leben für mehrere Wochen in ein Kloster ein, um sich in der Meditation zu üben und den Regeln der Mönchs- bzw. Nonnengemeinschaft (siehe auch Sangha) zu unterziehen. Etwa ein Drittel der männlichen Jugendlichen zwischen 12 und 18/20 Jahren lebt für ein bis sechs Jahre als Novizen im Tempel und geht von dort aus in besondere Mönchsschulen mit Schwerpunkt „Religionsunterricht“, aber auch mit anderen Fächern.
Nach Beendigung der Schule legen die meisten von ihnen die Kutte ab und kehren als Laien in die Gesellschaft zurück, um zu studieren, eine Lehre zu machen oder einen Job zu suchen. Sofern ein Novize mit 20 Jahren noch im Tempel ist, muss er sich entscheiden auszutreten oder Mönch zu werden. Stirbt jemand in der Familie, ist es üblich, dass ein Familienmitglied, meist ein Sohn, Enkel oder Neffe, ordiniert wird, um die Totenfeiern als Mitglied der Sangha zu begleiten; meistens dauert dieser Tempelaufenthalt nur drei, fünf oder sieben Tage. Ist jemand in einer persönlichen Krise, vom Geschäftsleben gestresst, hat seine Pflichten als Familienvater erfüllt oder ist Witwer geworden, kann er bis zu dreimal Mönch auf Zeit sein, wobei er das Kloster und die Dauer seiner Ordination frei wählen kann. Dieser Rückzug hat häufig die Dauer einer Regenzeit (drei Monate) oder eines Jahres. Ältere nehmen damit auch Abschied vom Berufsleben und bleiben Mönche für den Rest ihres Lebens. Mönche, Novizen und Nonnen werden als Vorbilder gesehen und genießen in der Gesellschaft hohen Respekt.
Siehe auch: Das Mönchtum in Thailand

### China und Japan

#### Daoismus
Auch im Daoismus gibt es Klöster, die ab dem 12. Jahrhundert nach Vorbild des Buddhismus eingerichtet wurden. Die Schule des Daoismus, in der zölibatäre Mönche und Nonnen in Klöstern ein Leben der Meditation und Askese leben, ist das Neidan (Quanzhen). Die Schule des Quanzhen betont, dass das Ziel nicht die physische Unsterblichkeit ist, wie in den früheren Schulen des Daoismus (z. B. der Himmelsmeister oder des Shangqing), sondern dass es um rein innerliche Prozesse geht, die den Geist über die Welt setzen. Die Quanzhen-Schule stellte die erste Schule des Daoismus dar, die nach Vorbild des Chan-Buddhismus Klöster errichtete und strenge Regeln des Zölibats, der Enthaltsamkeit von Alkohol, Fleisch, Begierden, Zorn und Reichtümern einführte.

#### Shaolin-Kloster

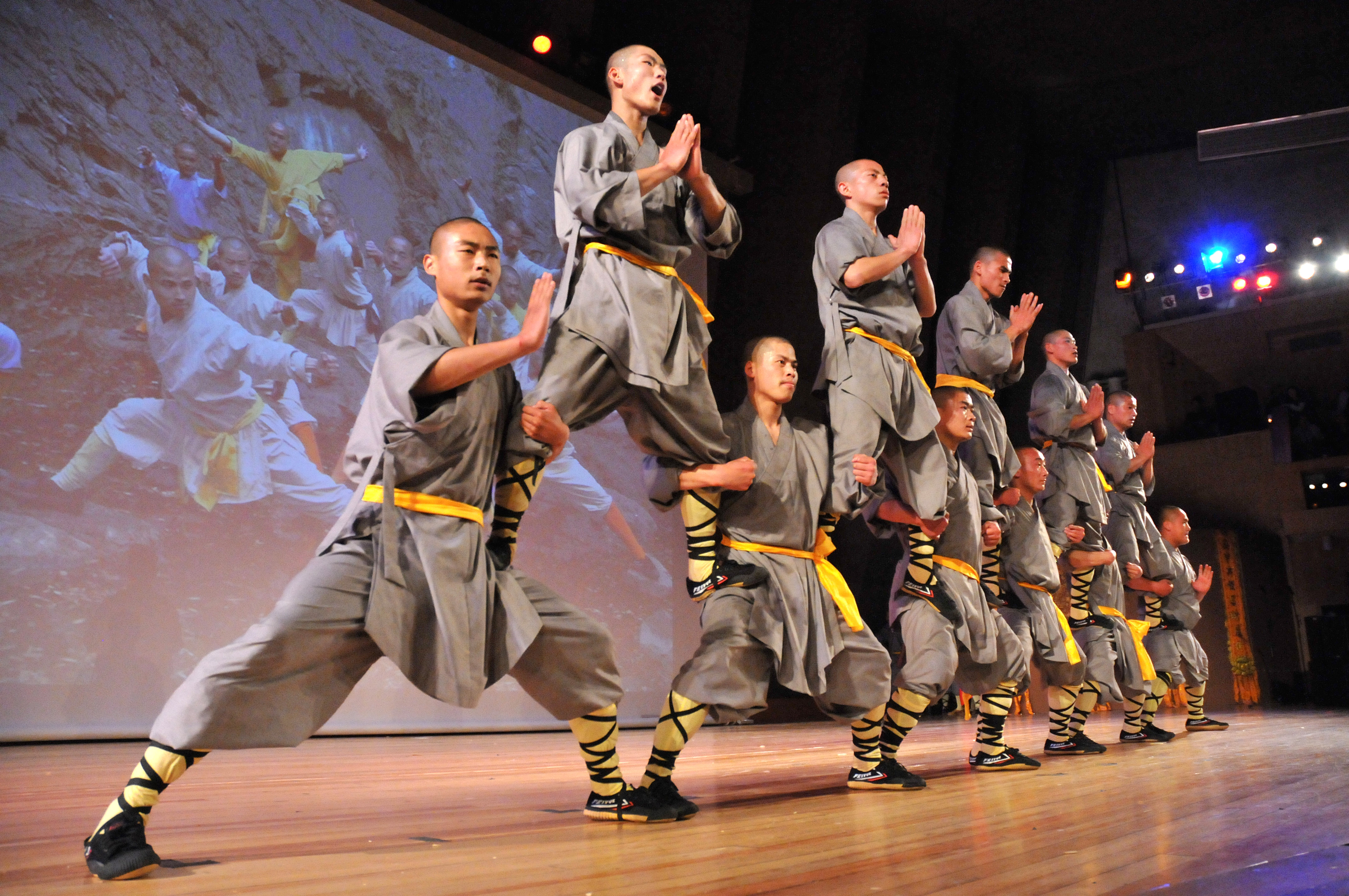
Chinesische Shaolin-Mönche (UNESCO-Zentrale, Paris, Tag der kulturellen Diversität 2009)

Das buddhistische Shaolin-Kloster in der chinesischen Provinz Henan wurde um 500 gegründet. Im Jahr 527 kam der Legende nach der indische Mönch Bodhidharma in das Kloster und begründete dort die Lehre des Chan-Buddhismus (im Japanischen Zen-Buddhismus), der den meditativen Aspekt des Mönchtums betonte. Es ist sinnvoll, beim Shaolin-Kloster zwischen kriegerischer Aktivität und dem Entwickeln einer speziellen Kampfkunst zu unterscheiden. Bereits in der Tang-Dynastie waren die Mönche in Kriege involviert, aber es gibt in den Quellen keine Hinweise darauf, dass sie dabei irgendwie anders agierten als andere Krieger ihrer Zeit. Die Entwicklung der eigentlichen Shaolin-Kampfkunst vollzog sich in zwei Phasen:
- Vom 12. bis 16. Jahrhundert spezialisierten sich die Mönche im Stockkampf und waren in der späten Ming-Zeit als Meister in dieser Kunst berühmt.
- Seit dem 16. Jahrhundert entwickelten die Mönche waffenlose Kampftechniken; besonders ihre Handtechniken (quan) fanden weltweite Verbreitung.

Unabhängig von Stock- und Handtechniken kämpften Shaolin-Mönche im Lauf ihrer Geschichte stets auch mit Schwertern und anderen jeweils üblichen Waffen, die im Kampfeinsatz effektiver waren.

#### Japanisches Zen-Mönchtum
Zen-Buddhismus oder Zen (japanisch 禅) ist eine in China ab dem 5. Jahrhundert nach Christus entstandene Linie des Mahayana-Buddhismus, die wesentlich vom Daoismus beeinflusst wurde. Der chinesische Name 禅 (Chan) stammt von dem Sanskritwort Dhyana, das in das Chinesische als 禅那 (Chan'na) übertragen wurde. Ab dem 12. Jahrhundert wurde das Zen auch nach Japan übertragen. Die im Westen verwendeten Begriffe zum Zen stammen meistens aus dem Japanischen.
Zentrales Element der Praxis des Zen ist die Sitzmeditation Zazen, die im Lotus-Sitz in strenger äußerer Disziplin vor allem in Klöstern ausgeübt wird. Indem der Übende alle seine Gedanken zur Ruhe bringt, ermöglicht er die mystische Erfahrung der Erleuchtung (Satori), ein oft plötzlich eintretendes Erleben universeller Einheit und Leere, das der gesamtbuddhistischen Erleuchtung (Sanskrit bodhi) entspricht. In diesem Zusammenhang ist oft vom Buddha-Werden, oder der Verwirklichung der eigenen Buddhanatur die Rede. Der Sprache und Kommunikation ist diese Erfahrung höchstens indirekt zugänglich. Nach einer Untersuchung in Japan Mitte der 1980er Jahre gehörte allerdings auch in Tempeln des Sōtō-Zen-Buddhismus, der besonders mit Meditation assoziiert wird, Zazen bzw. Shikantaza „nur in Ausnahmefällen zur üblichen Praxis“; in anderen Zweigen des japanischen Buddhismus wird Meditation im engeren Sinne gar nicht geübt.
Der Zölibat ist in fast allen in Japan verbreiteten buddhistischen Richtungen aufgehoben, die meisten Mönche haben Familie und betreiben ihre Tempel wie einen Familienbetrieb, der später an die Kinder weitergegeben wird. Solche Familientempel sind häufig von einem kleinen Friedhof umgeben und versorgen eine lokale Gemeinde von Gläubigen mit religiösen Dienstleistungen, vor allem bei Todesfällen. Eine Randstellung unter den buddhistischen Mönchen nehmen die Bergasketen (yamabushi) ein. Sie besitzen eine eigene Tracht und eigene Riten, die stark vom esoterischen Buddhismus beeinflusst sind.
Buddhistische Klöster scheinen im alten Japan bereits früh Zentren homosexueller Aktivität gewesen zu sein; der Berg Koya, der Sitz von Kukais Kloster, wurde zum Beinamen für gleichgeschlechtliche Liebe. Hingegen enthalten weder Shinto noch die japanische Lesart des Konfuzianismus irgendwelche Verbote. Genügend Mönche scheinen der Ansicht gewesen zu sein, dass ihr Keuschheitsgelübde sich nicht auf gleichgeschlechtliche Beziehungen erstreckte, so dass Geschichten, die von den Affären zwischen Mönchen und Gefolgsleuten erzählen, unter dem Begriff „Chigo Monogatari“ populär waren. Solche Affären wurden milde bespöttelt, solange die Leidenschaften nicht bis zu körperlicher Gewalt eskalierten, was durchaus nicht ungewöhnlich war. Jesuiten berichteten entsetzt über die Verbreitung der „Sodomie“ unter buddhistischen Mönchen.